# Denham Castle

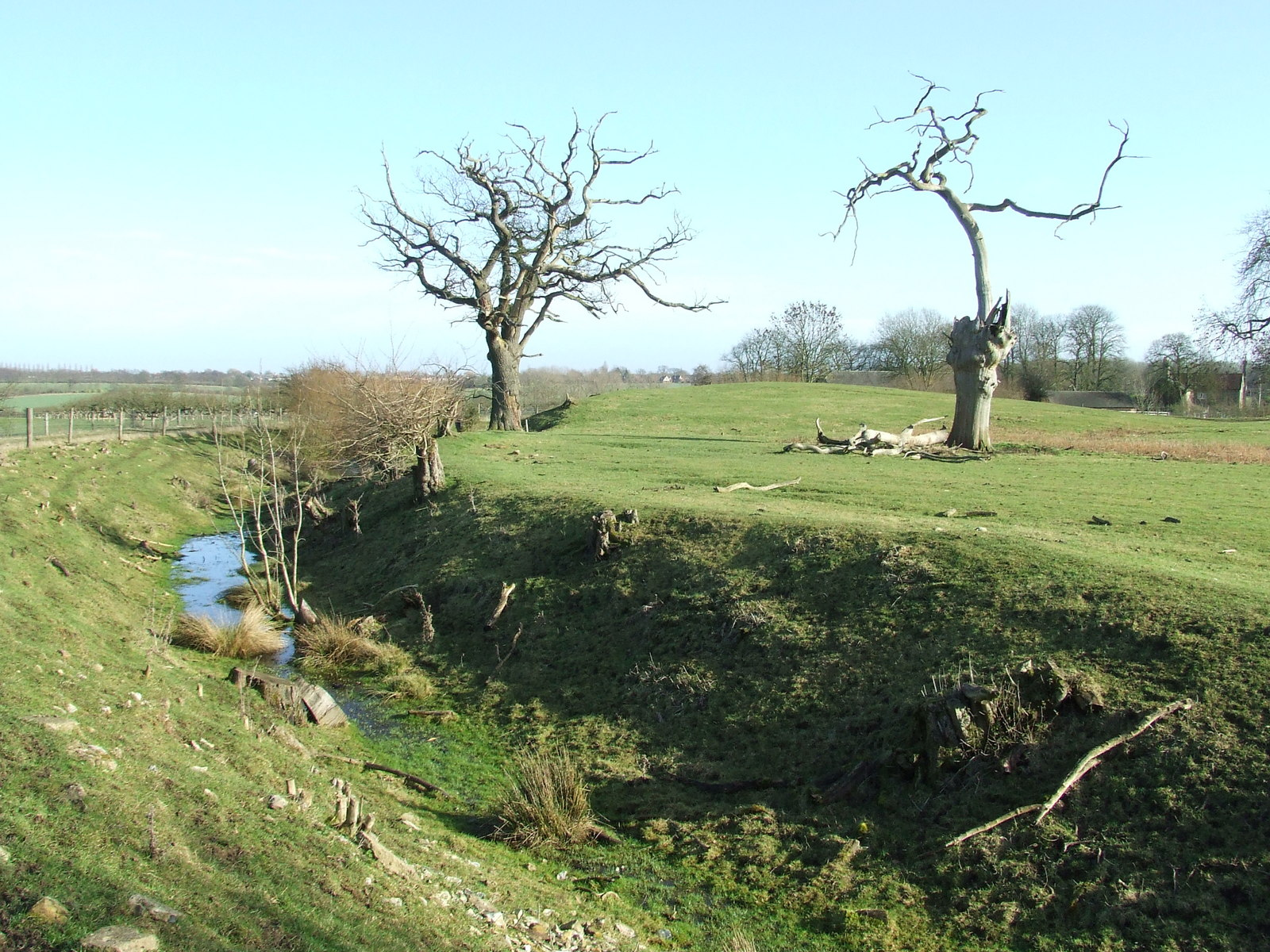
Die Reste der Erdwerke von Denham Castle

Denham Castle, auch Desning Castles oder Castle Holes, ist eine abgegangene Burg bei dem Dorf Gazeley in der englischen Grafschaft Suffolk.

## Geschichte

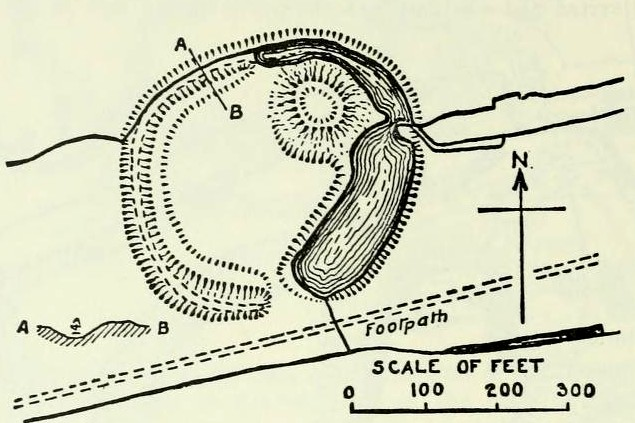
Grundriss von Denham Castle 1911

Denham Castle war eine Motte im normannischen Stil aus dem 12. Jahrhundert. Ihr Mound war 3 Meter hoch und lag in der Nordostecke der Anlage. Die Anlage ist von einem breiten Graben umgeben, der eine Fläche von etwa 132 Meter × 122 Meter umschließt. Der Eingang in die Burg lag an der Südseite.
Die Burg hatte vermutlich ihre größte Bedeutung im Bürgerkrieg der Anarchie, der ausbrach, als Stephan von Blois (1097–1154) anstatt Matilda, der Tochter König Heinrichs I., auf den englischen Thron kam. Später adoptierte Stephan Matildas Sohn Heinrich als Erben, aber Stephans Tod 1154 führte zur Aufgabe von Desning Castle. Der neu gekrönte König Heinrich II. entschloss sich, vielen führenden Adligen aus Suffolk ihre Burgen wegzunehmen, weil sie im Bürgerkrieg Stephan unterstützt hatten. Vermutlich wurde daher Desning Castle geschleift, wobei der Rittersaal und andere Gebäude im Burghof erhalten blieben. So war das Gelände bis in die 1300er-Jahre bebaut, dann soll die Pest zur Evakuierung der Burg geführt haben. Die Eigner der Burg zogen etwa 1,6 km westlich nach Desning Hall. Heute ist die Burgruine ein Scheduled Monument. Trotz früherer Schäden an der Burgruine durch die moderne Landwirtschaft haben die derzeitigen Eigner, der Denham Castle Estate, angekündigt, dass sie mit English Heritage bei der Restaurierung und Erhaltung des Geländes zusammenarbeiten wollen.